# Jahresgebühr (Patentrecht)
Jahresgebühren (englisch annuity, renewal fee oder maintenance fee, französisch taxe anuelle) sind im deutschen und europäischen Patentrecht Gebühren, die für ein Patent oder eine Patentanmeldung jährlich zu zahlen sind. Fast alle Patentsysteme auf der Welt sehen solche oder ähnliche Gebühren für alle ihnen jeweils unterliegenden Patente und Patentanmeldungen vor. Auch für andere gewerbliche Schutzrechte als Patente – zum Beispiel Gebrauchsmuster,  Designs oder Marken – sind ähnliche Gebührenpflichten (nachfolgend als Verlängerungsgebühr(en) angesprochen) zu erbringen.

## Überblick
Im deutschen und europäischen Patentsystem wird für jede Patentanmeldungen und jedes Patent jährlich kraft Gesetz eine Jahresgebühr fällig, die rechtzeitig in der richtigen Höhe an das zuständige Patentamt gezahlt werden muss. Mit ihrer Zahlung verhindert der Inhaber des Patents bzw. der Anmeldung, dass das betreffende Recht verfällt.
Wird eine Jahresgebühr nicht rechtzeitig vollständig gezahlt, geht das zugehörige Recht früher oder später kraft Gesetz, also ohne eigens gefällten Beschluss am zuständigen Amt, unter. Fast alle Systeme sehen nach einer ersten Zahlungsfrist ein gestaffeltes System von Nachfristen, Zuschlagsgebühren und anderen Rettungsmechanismen für die Zahlung von Jahresgebühren vor, bevor ein Recht endgültig wegen deren Nichtzahlung untergeht.
Verlängerungsgebühren zu anderen Schutzrechtsarten bzw. in anderen Ländern werden oft nicht jährlich fällig, sondern seltener, etwa im Drei-, Fünf- oder Zehnjahresrhythmus.

## Zweck
Die Erhebung von Jahresgebühren hat finanzierenden und ordnenden Charakter.
Die Jahresgebühren sind an die jeweiligen Patentämter zu zahlen und tragen so zu deren Finanzierung bei.
Patente sind Verbietungsrechte gegen jedermann. Es besteht deshalb ein Interesse daran, die Existenz solcher Rechte auch nach ihrer materiellen Prüfung und ggf. Erteilung weiterhin fortwährend an Sinnhaftigkeitserwägungen zu koppeln, statt sie einmal angemeldet oder erteilt lange dauernd gelten zu lassen. Die Existenz rein spekulativer Rechtsposition ist unerwünscht und soll nach Möglichkeit unterdrückt werden. Zur jährlich wiederkehrenden Fälligkeit der von Jahr zu Jahr steigenden Jahresgebühren muss der Inhaber eines Patents oder einer Anmeldung immer wieder erneut abwägen, ob ihm das Patent bzw. die Anmeldung dazu wichtig genug ist, um die Gebühr zu zahlen. Zahlt er die Jahresgebühr nicht, geht die Rechtsposition unter und ist dann als (potenzielles) Verbietungsrecht gegen andere nicht mehr existent.
Ähnliche Erwägungen gelten für Verlängerungsgebühren zu anderen Schutzrechtsarten.

## Rechtsgrundlage

### Deutsches Patentrecht
Das deutsche Patentgesetz regelt die wesentlichen Aspekte zu Jahresgebühren für deutsche Patente und ihre Anmeldungen in seinen § 17 und § 20 und im Patentkostengesetz.

### Europäische Patentübereinkommen
Das Europäische Patentübereinkommen („EPÜ“) regelt die wesentlichen Aspekte zu Jahresgebühren in seinen Artikeln 86 für europäische Patentanmeldungen, nachrangig dazu in Regel 51 und in der Gebührenordnung und in Artikel 39 zu Patenten, die aus europäischen Patentanmeldung hervorgegangen sind. Die konkrete Höhe der Gebühren wird durch Beschluss des Verwaltungsrates festgelegt.

### Gemeinschaftspatent
Für Gemeinschaftspatente finden sich Regelungen zu Jahresgebühren in der EU-Verordnung 1257/2012 in Artikeln 11 und 12, in der Durchführungsverordnung zum EU-Patent und in der Gebührenordnung zum EU-Patent.

## Einzelheiten

### Deutsches Patentrecht
Jahresgebühren für deutsche Patente und ihre Anmeldungen sind ab dem dritten Jahr nach der Anmeldung jeweils am Ende des Anmeldemonats zu zahlen (§3 PatKostG). Ihre Höhe steigt von 70 € für das dritte Jahr bis max. 1940 € für das 20. Jahr der maximal möglichen Lebensdauer eines Patents (Stand Dezember 2018).
Soweit das DPMA für aus europäischen Anmeldungen hervorgegangene nationalen Patente Jahresgebühren einnimmt, hat es 50 % davon an das Europäische Patentamt zu erstatten (Art. 39 EPÜ i. V. m. Beschluss des Verwaltungsrates).

### EPÜ
Jahresgebühren für europäische Patentanmeldungen sind ab dem dritten Jahr nach der Anmeldung jeweils am Ende des Anmeldemonats zu zahlen. Ihre Höhe steigt von (Stand Dezember 2018) 570 € für das dritte Jahr bis max. 1575 € für das 10. und alle folgenden Jahre.
Da unter dem Europäischen Patentübereinkommen (EPÜ) kein europäisches Patent im engen Sinne des Wortes existiert, sondern allenfalls ein im EPÜ-Verfahren erzeugtes Bündel gleichlautender nationaler Patente (z. B. für Deutschland, Frankreich, Finnland), gibt es auch keine Jahresgebühr für ein „europäisches Patent“. Vielmehr sind Jahresgebühren für die jeweiligen aus der europäischen Anmeldung hervorgegangenen nationalen Patente an die nationalen Patentämter zu entrichten. Allerdings müssen diese einen Anteil an den so eingenommenen Gebühren an das Europäische Patentamt erstatten, derzeit 50 % (Art. 39 EPÜ i. V. m. Beschluss des Verwaltungsrates).

### Gemeinschaftspatent
Für ein Patent nach dem Gemeinschaftspatentübereinkommen sind Jahresgebühren entsprechend dem für Gemeinschaftspatente geltenden Tarif ans Europäische Patentamt zu zahlen. Die Gebühren betragen(Stand Dezember 2018) 35 € für das zweite Jahr und 4855 € für das 20. Jahr. Jahresgebühren für dem Gemeinschaftspatent vorhergehende europäische Patentanmeldungen sind entsprechend dem für sie geltenden Tarif zu zahlen (siehe oben).

### Andere Länder
Frankreich: Jahresgebühren für französische Patente und ihre Anmeldungen sind ab dem zweiten Jahr nach der Anmeldung jeweils am Ende des Anmeldemonats zu zahlen. Ihre Höhe steigt von 38 € für das zweite Jahr bis max. 790 € für das 20. Jahr der maximal möglichen Lebensdauer eines Patents (Stand Dezember 2018). Auch das französische Patentamt hat 50 % der für französische Anteile eines europäischen Patents eingenommenen Jahresgebühren an das Europäische Patentamt zu erstatten.
Großbritannien: Jahresgebühren für britische Patente und ihre Anmeldungen sind ab dem fünften Jahr nach der Anmeldung jeweils am Ende des Anmeldemonats zu zahlen. Ihre Höhe steigt von 70 GBP für das fünfte Jahr bis max. 600 GBP für das 20. Jahr der maximal möglichen Lebensdauer eines Patents (Stand Dezember 2018).
USA: Verlängerungsgebühren für ein US-Patent sind jeweils in der zweiten Jahreshälfte des vierten, siebten und elften Jahres nach der Erteilung zu zahlen. Sie betragen 1600 $, 3600 $ bzw. 7400 $ (Stand Dezember 2018).
Japan: Verlängerungsgebühren für japanische Patente und Anmeldungen dazu sind ab dem ersten Jahr zu zahlen. Ihr Betrag setzt sich aus einer Grundgebühr und einem von der Zahl der Patentansprüche abhängigen Anteil zusammen. Mindestens sind es 2300 Yen im ersten Jahr und 69400 Yen im letzten Jahr (Stand Dezember 2018).
China: Verlängerungsgebühren für chinesische Patente dazu sind ab der Erteilung für das Laufdauerjahr zu zahlen, in das die Erteilung fällt, sofern das dritte Laufdauerjahr bereits begonnen hat. Alle weiteren Jahresgebühren fallen für das jeweils folgende Laufdauerjahr im Voraus an. Sie betragen 900 RMB im ersten Jahr und 6000 RMB im letzten Jahr (Stand Dezember 2018). Für Patentanmeldungen fallen keine Jahresgebühren an.

## Verlängerungsgebühren für andere Schutzrechtsarten
Gebrauchsmuster: Für ein deutsches Gebrauchsmuster sind Verlängerungsgebühren am Ende des dritten, sechsten und achten Jahres zu zahlen.
Marken: Für eine deutsche Marke sind alle zehn Jahren Verlängerungsgebühren zu zahlen.
Design (ehemals Geschmacksmuster): Für ein deutsches Design sind alle fünf Jahre Verlängerungsgebühren zu zahlen.